# نوک‌خنجری آند
نوک‌خنجری آند (نام علمی: Recurvirostra andina) نام یک گونه از سرده نوک‌خنجری است.